# Elecciones presidenciales de Azerbaiyán de 1998
Las elecciones presidenciales se celebraron en Azerbaiyán el 11 de octubre de 1998. El resultado fue una victoria para Heydar Alíyev del partido Nuevo Azerbaiyán, que obtuvo el 77.6% de los votos. Se informó que la participación electoral fue del 78.92%.
Las elecciones ocurrieron en un contexto en el que Heydar Alíyev había consolidado el "control político total" de Azerbaiyán, ya que su partido controlaba la legislatura y el Estado dominaba los medios de comunicación. Los principales partidos de oposición de Azerbaiyán boicotearon las elecciones, con la excepción de Etibar Mammadov. Los observadores electorales señalaron que hubo un relleno de boletas y acusaciones de conteos de votos fabricados.  Después de las elecciones, Mammadov apeló las elecciones ante el Tribunal Supremo de Azerbaiyán, que rechazó su apelación.

## Resultados
| Candidato             | Partido                                            | Votos     | %     |
| --------------------- | -------------------------------------------------- | --------- | ----- |
| Heydar Aliyev         | Nuevo Azerbaiyán                                   | 2,556,059 | 77.61 |
| Etibar Mammadov       | Partido de la Independencia Nacional de Azerbaiyán | 389,662   | 11.83 |
| Nizami Suleymanov     | Partido Independiente de Azerbaiyán                | 270,709   | 8.22  |
| Firudin Hasanov       | Partido Comunista de Azerbaiyán                    | 29,244    | 0.89  |
| Ashraf Mehdiyev       | Partido del Esfuerzo                               | 28,809    | 0.87  |
| Khanhuseyn Kazimli    | Partido de Prosperidad Social de Azerbaiyán        | 8,254     | 0.25  |
| Contra todos          | Contra todos                                       | 10,910    | 0.3   |
| Votos nulos/en blanco | Votos nulos/en blanco                              | 64,818    | –     |
| Total                 | Total                                              | 3,358,465 | 100   |
| Fuente: Nohlen et al. |                                                    |           |       |